# Historic Trail and Cave Entrance
Les Historic Trail and Cave Entrance sont un sentier de randonnée et une entrée de grotte dans le comté de Custer, au Dakota du Sud, dans le nord des États-Unis. Protégées au sein du Jewel Cave National Monument, ces structures permettant de pénétrer dans la Jewel Cave depuis la Jewel Cave Ranger Station sont inscrites ensemble au Registre national des lieux historiques depuis le 19 avril 1995. Construit dans le style rustique du National Park Service par le Civilian Conservation Corps en 1937, le sentier est une courte section du Canyons Trail.